# Giambattista Spinola (1646–1719)
Giambattista Spinola (ur. 4 sierpnia 1646 w Genui – zm. 19 marca 1719 w Rzymie) – włoski kardynał. 

## Życiorys
Gubernator Rzymu i wicekamerling Kościoła od 1691 do 1695, gdy został mianowany kardynałem diakonem S. Cesareo in Palatio. W 1696 przyjął święcenia kapłańskie. Legat w Bolonii 1697–1700. W lipcu 1700 wspólnie z kardynałami Fabrizio Spada i Gianfrancesco Albani był członkiem kongregacji kardynalskiej, która doradziła umierającemu królowi Hiszpanii Karolowi II wyznaczenie na następcę tronu Filipa Andegaweńskiego, wnuka króla Francji Ludwika XIV. Kamerling Świętego Kościoła Rzymskiego od 1698 roku, w tej roli uczestniczył w konklawe 1700. W 1706 uzyskał promocję do rangi kardynała-prezbitera, zachowując diakonię San Cesareo in Palatio (podniesioną pro hac vice do rangi tytułu prezbiterialnego). Zmarł na podagrę.